# Foreauella orthothecia
Foreauella orthothecia là một loài Rêu trong họ Sematophyllaceae. Loài này được (Schwägr.) Dixon & P. de la Varde mô tả khoa học đầu tiên năm 1937.